# لوبین (شهرستان کامینگ)
لوبین (به لاتین: Lubin) یک روستا در لهستان است که در گمینا مینززدرویه واقع شده‌است. لوبین ۳۴۰ نفر جمعیت دارد.